# Александър Гънгов
Александър Гънгов е български философ, професор по философия в Софийски университет и директор на магистърската и докторската програми по Философия, с преподаване на Английски в Софийски университет.

## Биография
Роден е на 17 април 1961 г. в Днепропетровск. Завършва философия и английска филология в Софийския университет през 1986 г. След редовна докторантура получава научното звание „доктор“ през 1996 г. с дисертация на тема „Философски основания на Декартовата логика“. От 2004 г. работи като хоноруван доцент в Нов български университет. От 2005 г. е редовен доцент в катедра „Логика, етика и естетика“ в Софийския университет. Хабилитира се с монографията „Логика на измамата“.
Той е женен за Мария Димитрова.

## Книги
- Patient Safety: The Relevance of Logic in Medical Care, ibidem Press, 2018
- Normativity: Contemporary Challenges, Co-editor with Valentina Kaneva and Ognian Kasabov, Sofia University Press 2013
- Logic in Medicine: Approaches to Patient Safety, Avangard, 2012
- The Addressees of the EU Internal and External Policies: De Jure and De Facto, Co-Editor with Karim Mamdani, Sofia University Press, 2011
- Rights and Values in Expanding Europe: Mutual Enrichment through Different Traditions, Co-Editor with Karim Mamdani, Sofia University Press, 2011
- Logic of Deception, Avangard Prima Press, 2004,
- Late 20th Century American Philosophy: An Anthology, Prosveta Press, 1995
- An Anthology of Philosophy, Co-Editor with Ivan Kolev and Dimka Gicheva, Prosveta Press, 1992